# Белоглазая речная ласточка
Белогла́зая речна́я ла́сточка (лат. Pseudochelidon sirintarae) — один из двух видов речных ласточек из семейства ласточковых (Hirundinidae), эндемик Таиланда.
Ласточка была классифицирована лишь в 1968 году (Китти Тхонглонгья), а с 1980 года не была замечена. Удалось поймать и изучить лишь несколько экземпляров. В центре Таиланда отмечено лишь одно место зимовки (провинция Накхонсаван), ареал гнездования неизвестен.
Белоглазая речная ласточка в 1974 году была изображена на золотой монете, а на следующий год была выпущена почтовая марка с её изображением.